# Wish You Were Here (film 2012)
Wish You Were Here è un film del 2012 scritto e diretto da Kieran Darcy-Smith.
Protagonisti del film sono Joel Edgerton, Felicity Price, Teresa Palmer e Antony Starr. La Price è anche co-sceneggiatrice del film.

## Trama
Due coppie di amici si concedono una vacanza in Cambogia, ma quella che doveva essere una vacanza di relax e divertimento ha dei risvolti drammatici, quando una notte Jeremy scompare nel nulla senza lasciare traccia. I tre tornano alle loro vite, ciascuno con un diverso grado di conoscenza di ciò che è accaduto quella notte e cercano di mettere assieme i pezzi del puzzle per scoprire cosa è successo quella notte.

## Distribuzione
Il film è stato presentato in anteprima al Sundance Film Festival il 19 gennaio 2012. È stato distribuito nelle sale cinematografiche australiane il 26 aprile 2012.

## Riconoscimenti
- 2013 - AACTA Award
  - Miglior sceneggiatura originale (Kieran Darcy-Smith e Felicity Price)
  - Miglior attore non protagonista (Antony Starr)
  - Candidatura per il Miglior film (Angie Fielder)
  - Candidatura per la Miglior regia (Kieran Darcy-Smith)
  - Candidatura per la Miglior fotografia (Jules O'Loughlin)
  - Candidatura per il Miglior montaggio (Jason Ballantine)
  - Candidatura per il Miglior attore protagonista (Joel Edgerton)
  - Candidatura per la Miglior attrice protagonista (Felicity Price)
- 2013 - Film Critics Circle of Australia Awards
  - Miglior film (Angie Fielder)
  - Miglior attore protagonista (Joel Edgerton)
  - Miglior attore non protagonista (Antony Starr)
  - Miglior sceneggiatura originale (Kieran Darcy-Smith e Felicity Price)
  - Miglior montaggio (Jason Ballantine)
  - Candidatura per la Miglior regia (Kieran Darcy-Smith)
  - Candidatura per la Miglior fotografia (Jules O'Loughlin)
  - Candidatura per la Miglior attrice protagonista (Felicity Price)
  - Candidatura per la Miglior attrice non protagonista (Teresa Palmer)
- 2013 - Australian Film Critics Association Awards
  - Miglior attore protagonista (Joel Edgerton)
  - Candidatura per il Miglior film (Angie Fielder)
  - Candidatura per il Miglior attore non protagonista (Antony Starr)
  - Candidatura per la Miglior regia (Kieran Darcy-Smith)
  - Candidatura per la Miglior attrice protagonista (Felicity Price)
  - Candidatura per la Miglior sceneggiatura originale (Kieran Darcy-Smith e Felicity Price)
  - Candidatura per la Miglior fotografia (Jules O'Loughlin)
  - Candidatura per il Miglior montaggio (Jason Ballantine)